# Polina Osipienko

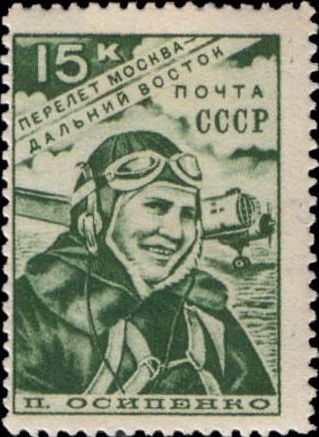
Znaczek pocztowy wydany z okazji lotu samolotu ANT-37 Rodina

Polina Denisowna Osipienko zd. Dudnik 1° v. Gowjaz (ros. Полина Денисовна Осипенко, Дудник, Говяз) (ur. 25 września?/8 października 1907 w Nowospasowce, zm. 11 maja 1939 koło Riazania) – radziecka wojskowa, major, pilot, Bohater Związku Radzieckiego (1938).

## Życiorys
Urodziła się we wsi Nowospasowka w obwodzie zaporoskim, w ukraińskiej rodzinie chłopskiej.
Po ukończeniu 3 klasowej szkoły podstawowej w 1918 rozpoczęła pracę jako robotnica na gospodarstwie rolnym. W 1925 wyszła za mąż za Stiepana Gowjaza. Od 1927 pracowała jako robotnica w kołchozie „Droga do Socjalizmu”. W 1929 ukończyła kurs hodowli drobiu i została kierownikiem fermy drobiu w kołchozie. 
W 1930 r. jej mąż został słuchaczem Kaczyńskiej Szkoły Pilotów. W 1931 r. chciała również dostać się do tej szkoły, lecz nie została przyjęta. Zaczęła wtedy pracować jako kelnerka w stołówce szkoły. Jednocześnie rozpoczęła nielegalnie szkolić się na samolocie U-2. W 1932 r. w czasie wizyty w szkole ludowego komisarza spraw wojskowych i morskich K. Woroszyłowa poprosiła go o możliwość przyjęcia do szkoły i na jego polecenie została słuchaczem szkoły pilotów. Szkołę ukończyła w 1933 r.
Po ukończeniu szkoły została pilotem wojskowym w garnizonie w Charkowie, gdzie doskonaliła swoje umiejętności lotnicze i została dowódcą klucza. Następnie służyła jako pilot myśliwski w garnizonach w Żytomierzu i Kijowie. 
W 1935 r. została przeniesiona do Moskiewskiego Okręgu Wojskowego, a następnie została inspektorką w Inspekcji Sił Powietrznych przy sztabie Armii Czerwonej. W tym czasie wyszła też za mąż po raz drugi za Aleksandra Osipienkę. Służąc w inspekcji zaczęła brać udział w specjalnych lotach mających na celu ustanawianie rekordów lotniczych. W dniu 22 maja 1937 r. lecąc wodnosamolotem MP-1 ustanowiła światowy rekord wysokości osiągając pułap 9200 m, a dwa dni później tym samym samolotem ustanowiła rekord wysokości 7009 m z obciążeniem 1 tony ładunku. W 1938 r. tym samym samolotem z drugim pilotem Werą Łomako i nawigatorką Mariną Raskową ustanowiła kolejny kobiecy rekord świata, lot na trasie łamanej Sewastopol – Archangielsk bez wodowania (2371,99 km) i po prostej (2241,501 km).
W dniach 24–25 września 1938 r. samolotem ANT-37 „Rodina”, w załodze którego była drugim pilotem, wspólnie z Walentyną Grizodubową, która była pierwszym pilotem i Mariną Raskową, która była nawigatorką, uczestniczyła w locie długodystansowym Moskwa – Daleki Wschód, ustanawiając kolejny kobiecy rekord w długości lotu bez lądowania (5908,61 km). Za ten lot 2 listopada 1938 r. wraz z całą załogą została wyróżniona tytułem Bohatera Związku Radzieckiego.
Od października 1938 r. była inspektorką do spraw pilotażu w Inspekcji Sił Powietrznych Armii Czerwonej. 
11 maja 1939 r. zginęła w katastrofie lotniczej w okolicach Riazania, lecąc z szefem Inspekcji Sił Powietrznych kombrigem Anatolijem Sierowem w czasie eksperymentalnego lotu szkolno-treningowego w locie bez widoczności samolotem UTI-4, podczas kursu doskonalącego dla wyższych oficerów lotnictwa. 
Jej prochy zostały pochowane w murze kremlowskim.

## Awanse
- młodszy porucznik (Младший лейтенант) (1933)
- porucznik (Лейтенант)
- starszy porucznik (Старший лейтенант) (29.04.1938)
- kapitan (Капитан) (20.07.1938)
- major (Майор) (luty 1939)

## Odznaczenia
- Złota Gwiazda Bohatera Związku Radzieckiego (02.11.1938)
- Order Lenina (15.07.1938, 02.11.1938)
- Order Czerwonego Sztandaru Pracy (26.12.1936)
- Medal jubileuszowy „XX lat Robotniczo-Chłopskiej Armii Czerwonej” (1938)